# 2022年西伯利亞火災
2022年西伯利亞火災是2022年5月初俄羅斯西伯利亞的森林火災，火災發生位置集中在克拉斯諾亞爾斯克邊疆區、阿爾泰邊疆區、伊爾庫茨克州、克麥羅沃州、鄂木斯克州、庫爾干州及哈卡斯共和國，火災總面積超過17,000公頃。自年初以來，影響總面積超過10萬公頃。
此次火災的原因可能是五一假期野餐時失火、電線和變電站短路或乾草著火。由於處理野火的大量俄軍部隊已被送往烏克蘭作戰，火災迅速失控。火災向北極釋放出大量二氧化碳，煙霧向東影響到了美國西部。
5月7日，克拉斯諾亞爾斯克邊疆區區長亞歷山大·烏斯宣布進入緊急狀態。俄羅斯總統弗拉基米爾·普京在聽取了他的匯報後，指示他向受災民眾提供援助。緊急情況部的消防員、以及當地拘留中心的囚犯和僱員被派往滅火。
截至5月11日，已造成72個定居點的1298座建築物（包括730座住宅樓）被燒毀、至少17人喪生（包括一名兒童）、約2000人無家可歸。

## 另見
- 2021年俄羅斯森林大火（英语：2021 Russia wildfires）
- 2022年俄羅斯不明原因火災